# Charlotte FC
Der Charlotte Football Club ist ein Franchise der Major League Soccer, das seit der Saison 2022 am Spielbetrieb teilnimmt. Das Team spielt im Bank of America Stadium in Charlotte, North Carolina und gehört dem Investor David Tepper.

## Geschichte
In der Stadt Charlotte gab es schon in den 1980er Jahren Fußballteams in unteren Ligen. Charlotte stand 1994 auf der Liste der Städte, die an einem Beitritt zur Major League Soccer (MLS) interessiert waren, vor der Eröffnungssaison der Liga, erhielt aber keine Franchise. Charlotte wurde auch 1996 und 1998 als mögliche Heimat für ein Expansion Team genannt, aber zugunsten anderer Städte übergangen. Ein Profiteam, die Charlotte Independence, wurde 2014 gegründet und trat der USL Championship bei, ein Beitritt zur MLS scheiterte aber.
Der Hedgefonds-Manager und Milliardär David Tepper wurde im Juli 2018 Eigentümer der Carolina Panthers aus der National Football League und deutete sein Interesse an, die Major League Soccer nach Charlotte zu holen. Tepper präsentierte der Liga im Juli 2019 ein formelles Expansionsangebot für Charlotte, kurz vor Treffen mit Liga-Offiziellen und zusätzlichen Touren durch das Bank of America Stadium. Er kündigte im September Pläne an, das bestehende Bank of America Stadium zu modernisieren, um es für ein MLS-Team geeignet zu machen, was bis zu 210 Millionen Dollar an Beiträgen von der Stadtregierung beinhalten würde. Der Stadtrat von Charlotte genehmigte Ende November 110 Millionen Dollar an Finanzierung für das Stadion und das neue Franchise, wobei Steuereinnahmen verwendet wurden.
Die neue Franchiselizenz wurde von der MLS bei einer Veranstaltung am 17. Dezember 2019 offiziell an Charlotte vergeben und das Team sollte ursprünglich 2021 den Spielbetrieb aufnehmen. Die von Tepper zu zahlende Gebühr soll sich auf fast 325 Millionen Dollar belaufen. Aufgrund der COVID-19-Pandemie wurde der Ligastart des Teams später auf 2022 verschoben. Im Juni 2020 wurde der Name für das Franchise, Charlotte FC, verkündet. Der Spanier Miguel Ángel Ramírez wurde im Juli 2021 als erster Cheftrainer der Mannschaft eingestellt.
Zur Saison 2022 trat der Charlotte FC schließlich der Liga bei und wurde der Eastern Conference zugeordnet. In der Debütsaison erreichte der Verein den 9. Platz in der Regular Season und verpasste damit die Play-offs.

## Stadion
Der Charlotte FC spielt im Bank of America Stadium, einer 75.525 Plätze fassenden American-Football-Spielstätte, die die Heimat der Carolina Panthers aus der National Football League ist. Eine umfangreiche Renovierung, die teilweise von der Stadtverwaltung finanziert werden soll, ist geplant, um den Fußball im Stadion unterzubringen, einschließlich neuer Umkleideräume und eines Mitteltunnels. Der Verein plant, nur die untere Schüssel und die Clubsektionen des Stadions zu nutzen, wodurch die Kapazität bei Spielen auf etwa 40.000 Plätze begrenzt wird.

## Spieler

### Aktueller Profikader
Stand: 15. Februar 2025
| Nr. |                    | Position | Name               |
| --- | ------------------ | -------- | ------------------ |
| 1   | Kroatien           | TW       | Kristijan Kahlina  |
| 3   | Vereinigte Staaten | AB       | Tim Ream           |
| 6   | Neuseeland         | AB       | Bill Tuiloma       |
| 8   | England            | MF       | Ashley Westwood    |
| 10  | Elfenbeinküste     | ST       | Wilfried Zaha      |
| 11  | Israel             | ST       | Liel Abada         |
| 13  | Vereinigte Staaten | MF       | Brandt Bronico     |
| 14  | England            | AB       | Nathan Byrne       |
| 17  | Israel             | ST       | Idan Toklomati     |
| 18  | Kolumbien          | ST       | Kerwin Vargas      |
| 22  | Vereinigte Staaten | TW       | David Bingham      |
| 23  | Serbien            | MF       | Nikola Petković    |
| 25  | England            | ST       | Tyger Smalls       |
| 26  | Vereinigte Staaten | TW       | Chituro Odunzu     |
| 27  | Vereinigte Staaten | ST       | Nimfasha Berchimas |

| Nr. |                    | Position | Name              |
| --- | ------------------ | -------- | ----------------- |
| 28  | Frankreich         | MF       | Djibril Diani     |
| 29  | Frankreich         | AB       | Adilson Malanda   |
| 31  | Vereinigte Staaten | TW       | George Marks      |
| 33  | Vereinigte Staaten | ST       | Patrick Agyemang  |
| 34  | Vereinigte Staaten | MF       | Andrew Privett    |
| 35  | Vereinigte Staaten | MF       | Nick Scardina     |
| 36  | Kanada             | MF       | Brandon Cambridge |
| 38  | Kap Verde          | ST       | Iuri Tavares      |
| 39  | Vereinigte Staaten | AB       | Jack Neeley       |
| 40  | Vereinigte Staaten | AB       | Jahlane Forbes    |
| 41  | Vereinigte Staaten | MF       | Brian Romero      |
|     | Spanien            | MF       | Pep Biel          |
|     | Vereinigte Staaten | MF       | Eryk Williamsson  |
|     | Vereinigte Staaten | TW       | Nick Holliday     |
|     | Vereinigte Staaten | MF       | Ben Bender        |